# Rodrigo Carbone
Rodrigo José Carbone est un footballeur brésilien né le 17 mars 1974.

## Palmarès
- Championnat du Japon :
  - Champion en 1996 (Kashima Antlers).